# Kumamoto
Kumamoto (熊本県 (Hùng Bản huyện) Kumamoto-ken) là một tỉnh thuộc vùng đảo Kyushu, Nhật Bản. Tỉnh lỵ là thành phố cùng tên.
Kumamoto có dân số 1.748.134 (tính đến  ngày 1 tháng 6 năm 2019) và có diện tích địa lý là 7.409 kilômét vuông (2.861 dặm vuông Anh). Kumamoto giáp với Fukuoka ở phía bắc, Oita ở phía đông bắc, Miyazaki ở phía đông nam, và Kagoshima ở phía nam.
Kumamoto là thủ phủ và thành phố lớn nhất của tỉnh Kumamoto, với các thành phố lớn khác bao gồm Yatsushiro, Amakusa và Tamana. Tỉnh Kumamoto nằm ở trung tâm của Kyūshū trên bờ biển của Biển Ariake, đối diện với Tỉnh Nagasaki, với phần đất liền được ngăn cách với Biển Hoa Đông bởi Quần đảo Amakusa. Tỉnh Kumamoto là quê hương của Núi Aso, núi lửa đang hoạt động lớn nhất ở Nhật Bản và là một trong những ngọn núi lớn nhất thế giới, với đỉnh cao 1.592 mét (5.223 ft) trên mực nước biển.

## Lịch sử
Trong lịch sử, khu vực này được gọi là tỉnh Higo và tỉnh được đổi tên thành Kumamoto trong thời kỳ Minh Trị Duy tân. Việc thành lập các quận là một phần củabãi bỏ chế độ phong kiến. Chính tả trong tiếng Nhật hiện tại cho từ Kumamoto có nghĩa đen là "gốc/nguồn gốc của gấu", hoặc "nguồn gốc của loài gấu".

## Địa lý

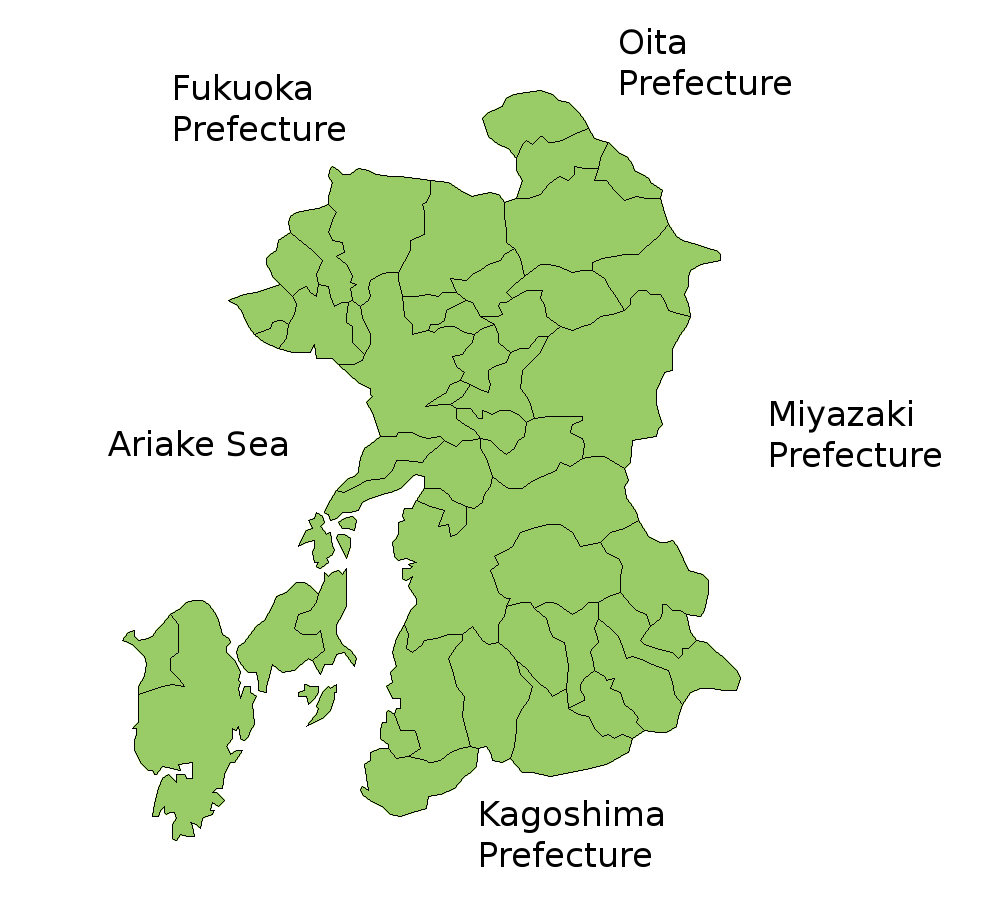
Bản đồ Kumamoto

Tỉnh Kumamoto nằm ở trung tâm đảo Kyūshū, đảo cực nam trong 4 hòn đảo lớn của Nhật Bản. Tỉnh này giáp với biển nội địa Ariake và quần đảo Amakusa ở phía Tây, với tỉnh Fukuoka và tỉnh Ōita ở phía Bắc và giáp với tỉnh Miyazaki ở phía Đông.
Ngọn núi Aso (1592 m) là ngọn núi lửa lớn đang hoạt động, nằm ở phía đông của tỉnh Kumamoto và là miệng núi lửa nổi tiếng nhất Nhật Bản.

## Hành chính

### Thành phố

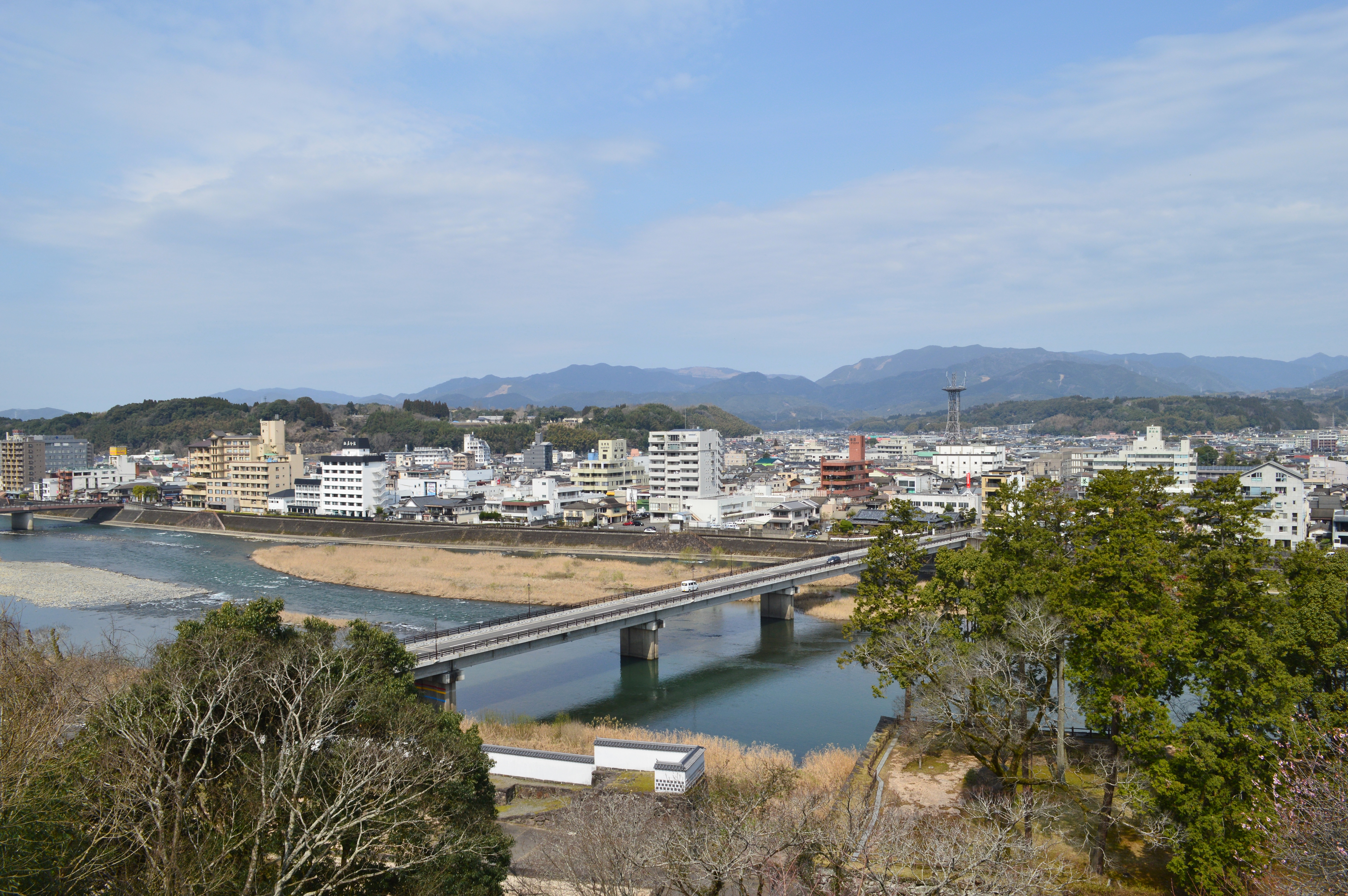
Hitoyoshi

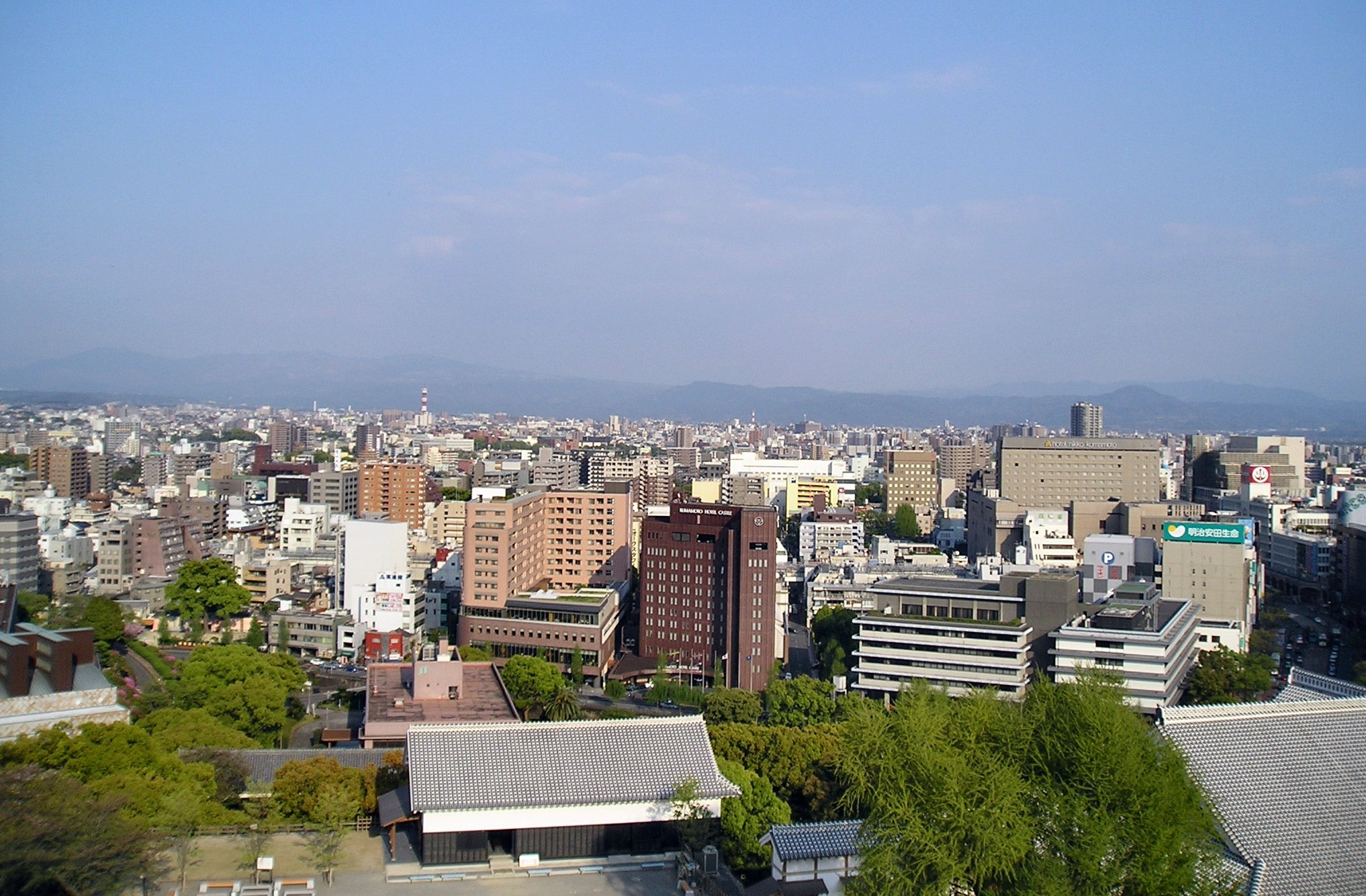
Kumamoto City

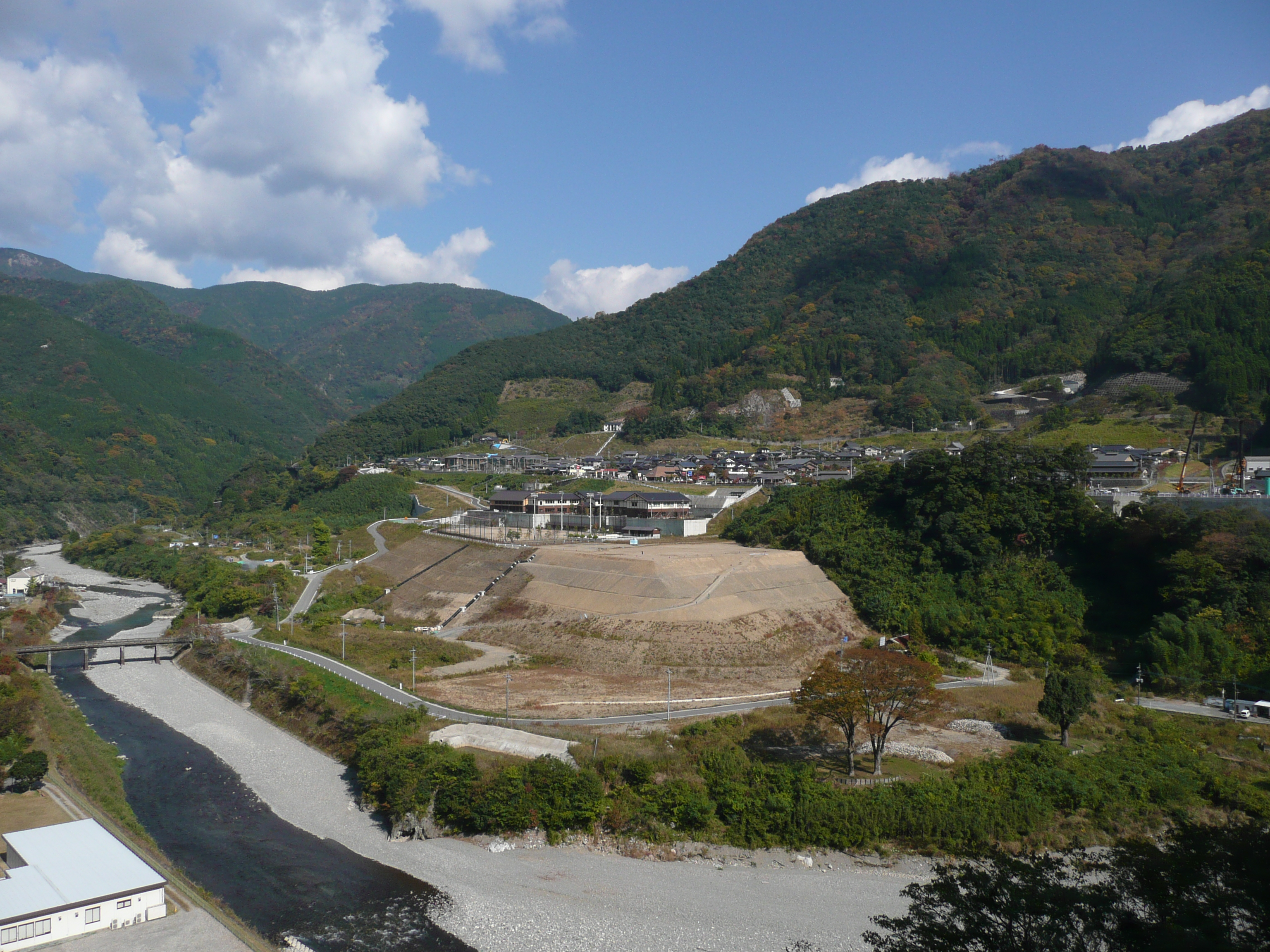
Itsuki Làng

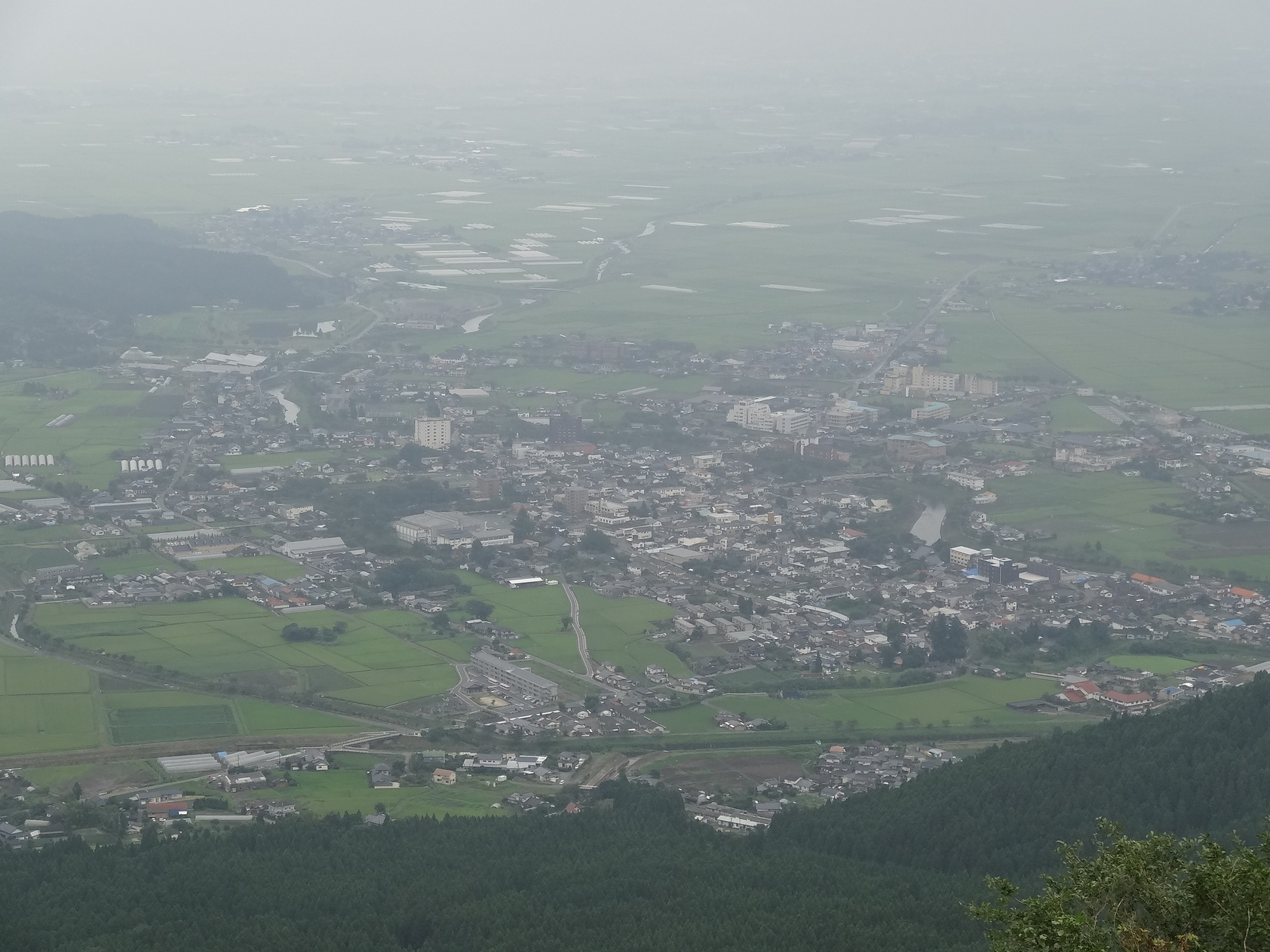
Thành phố Aso

Có 14 thành phố thuộc tỉnh Kumamoto: Amakusa, Arao, Aso, Hitoyoshi, Kami-Amakusa, Kikuchi, Kōshi, Kumamoto (thủ phủ), Minamata, Tamana, Uki, Uto, Yamaga, Yatsushiro.
Mười bốn thành phố nằm ở tỉnh Kumamoto:
| Tên                | Tên      | Diện tích (km²) | Dân sô  | Bản đồ      |
| Rōmaji             | Kanji    | Diện tích (km²) | Dân sô  | Bản đồ      |
| ------------------ | -------- | --------------- | ------- | ----------- |
| Amakusa            | 天草市   | 683.17          | 83,082  | không khung |
| Arao               | 荒尾市   | 57.15           | 53,675  | không khung |
| Aso                | 阿蘇市   | 376.25          | 27,039  | không khung |
| Hitoyoshi          | 人吉市   | 210.55          | 33,461  | không khung |
| Kami-Amakusa       | 上天草市 | 126.94          | 27,603  | không khung |
| Kikuchi            | 菊池市   | 276.66          | 49,455  | không khung |
| Kōshi              | 合志市   | 53.19           | 61,022  | không khung |
| Kumamoto (capital) | 熊本市   | 390.32          | 738,907 | không khung |
| Minamata           | 水俣市   | 162.88          | 25,310  | không khung |
| Tamana             | 玉名市   | 152.55          | 70,530  | không khung |
| Uki                | 宇城市   | 188.56          | 59,928  | không khung |
| Uto                | 宇土市   | 74.17           | 37,442  | không khung |
| Yamaga             | 山鹿市   | 299.67          | 53,404  | không khung |
| Yatsushiro         | 八代市   | 680.59          | 129,358 | không khung |

### Thị trấn và làng
Đây là các thị trấn và làng ở mỗi huyện:
| Tên         | Tên        | Diện tích (km²) | Dân số | Quận                  | Loại     | Bản đồ      |
| Rōmaji      | Kanji      | Diện tích (km²) | Dân số | Quận                  | Loại     | Bản đồ      |
| ----------- | ---------- | --------------- | ------ | --------------------- | -------- | ----------- |
| Asagiri     | あさぎり町 | 159.56          | 15,796 | Kuma District         | Thị trấn | không khung |
| Ashikita    | 芦北町     | 233.48          | 16,306 | Ashikita District     | Thị trấn | không khung |
| Gyokutō     | 玉東町     | 24.4            | 5,363  | Tamana District       | Thị trấn | không khung |
| Hikawa      | 氷川町     | 33.29           | 12,250 | Yatsushiro District   | Thị trấn | không khung |
| Itsuki      | 五木村     | 252.94          | 1,136  | Kuma District         | Làng     | không khung |
| Kashima     | 嘉島町     | 16.66           | 9,119  | Kamimashiki District  | Thị trấn | không khung |
| Kikuyō      | 菊陽町     | 37.57           | 41,411 | Kikuchi District      | Thị trấn | không khung |
| Kōsa        | 甲佐町     | 57.87           | 10,924 | Kamimashiki District  | Thị trấn |             |
| Kuma        | 球磨村     | 207.73          | 3,863  | Kuma District         | Làng     | không khung |
| Mashiki     | 益城町     | 65.67           | 33,001 | Kamimashiki District  | Thị trấn | không khung |
| Mifune      | 御船町     | 99              | 16,901 | Kamimashiki District  | Thị trấn | không khung |
| Minamiaso   | 南阿蘇村   | 137.3           | 11,086 | Aso District          | Làng     | không khung |
| Minamioguni | 南小国町   | 115.86          | 3,977  | Aso District          | Thị trấn | không khung |
| Misato      | 美里町     | 144.03          | 10,532 | Shimomashiki District | Thị trấn | không khung |
| Mizukami    | 水上村     | 192.11          | 2,276  | Kuma District         | Làng     | không khung |
| Nagasu      | 長洲町     | 19.43           | 16,125 | Tamana District       | Thị trấn | không khung |
| Nagomi      | 和水町     | 98.75           | 10,030 | Tamana District       | Thị trấn | không khung |
| Nankan      | 南関町     | 68.92           | 9,572  | Tamana District       | Thị trấn | không khung |
| Nishihara   | 西原村     | 77.23           | 6,752  | Aso District          | Làng     | không khung |
| Nishiki     | 錦町       | 84.87           | 10,899 | Kuma District         | Thị trấn | không khung |
| Oguni       | 小国町     | 137             | 8,735  | Aso District          | Thị trấn | không khung |
| Ōzu         | 大津町     | 99.09           | 33,793 | Kikuchi District      | Thị trấn | không khung |
| Reihoku     | 苓北町     | 67.06           | 7,462  | Amakusa District      | Thị trấn | không khung |
| Sagara      | 相良村     | 94.54           | 4,598  | Kuma District         | Làng     | không khung |
| Takamori    | 高森町     | 174.9           | 6,189  | Aso District          | Thị trấn | không khung |
| Taragi      | 多良木町   | 165.87          | 9,604  | Kuma District         | Thị trấn | không khung |
| Tsunagi     | 津奈木町   | 33.97           | 4,574  | Ashikita District     | Thị trấn | không khung |
| Ubuyama     | 産山村     | 60.72           | 1,542  | Aso District          | Làng     | không khung |
| Yamae       | 山江村     | 121.2           | 3,553  | Kuma District         | Làng     | không khung |
| Yamato      | 山都町     | 544.83          | 15,771 | Kamimashiki District  | Thị trấn | không khung |
| Yunomae     | 湯前町     | 48.41           | 4,046  | Kuma District         | Thị trấn | không khung |

## Nhân khẩu
Tính đến  ngày 1 tháng 6 năm 2019, dân số là 1.748.134 người với mật độ dân số là 236 người trên kilômét vuông (610/sq mi). Tỉnh đứng thứ 23 ở Nhật Bản.

## Kinh tế

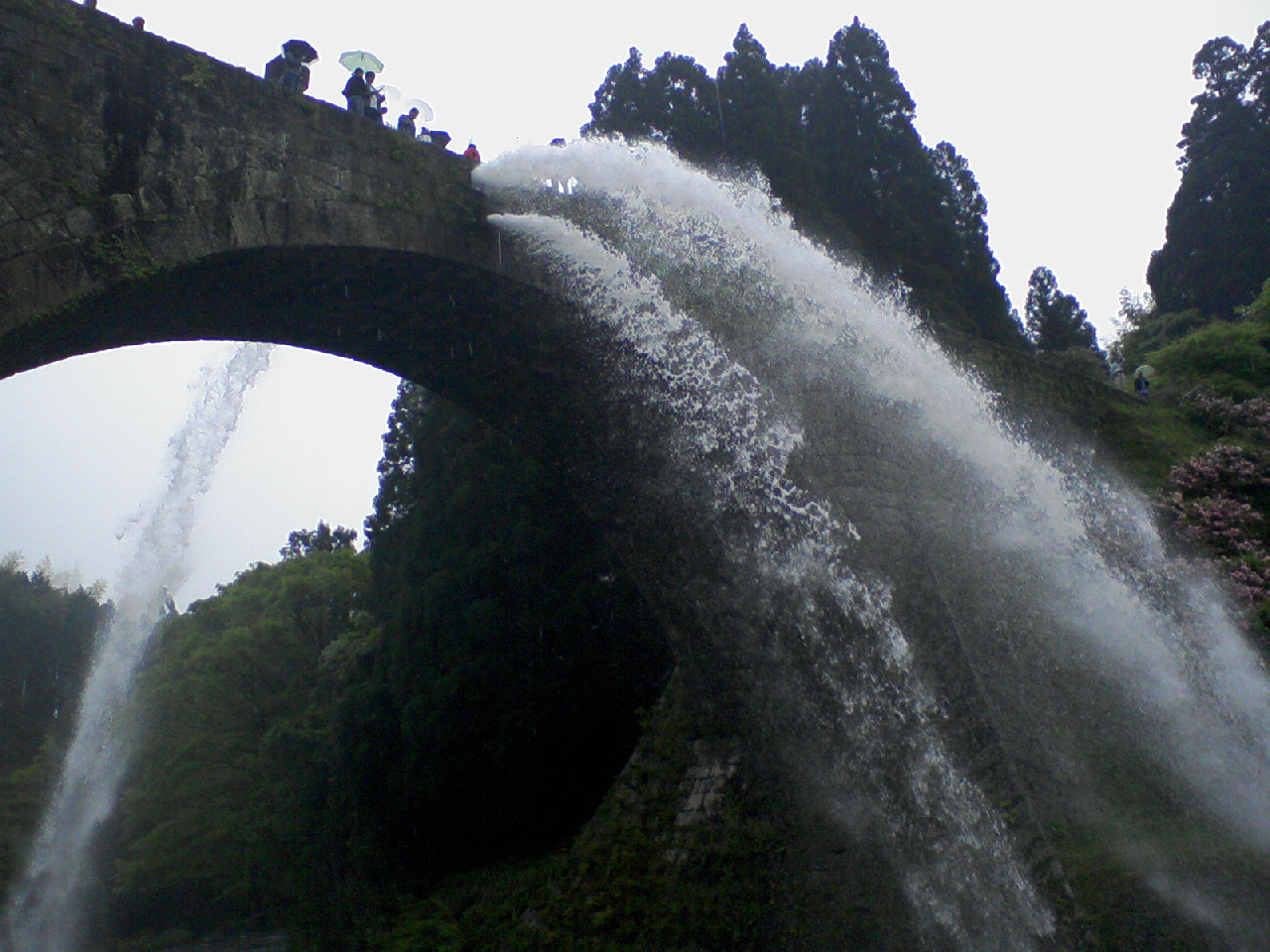
Cầu Tsūjun ở Yamato, Kamimashiki

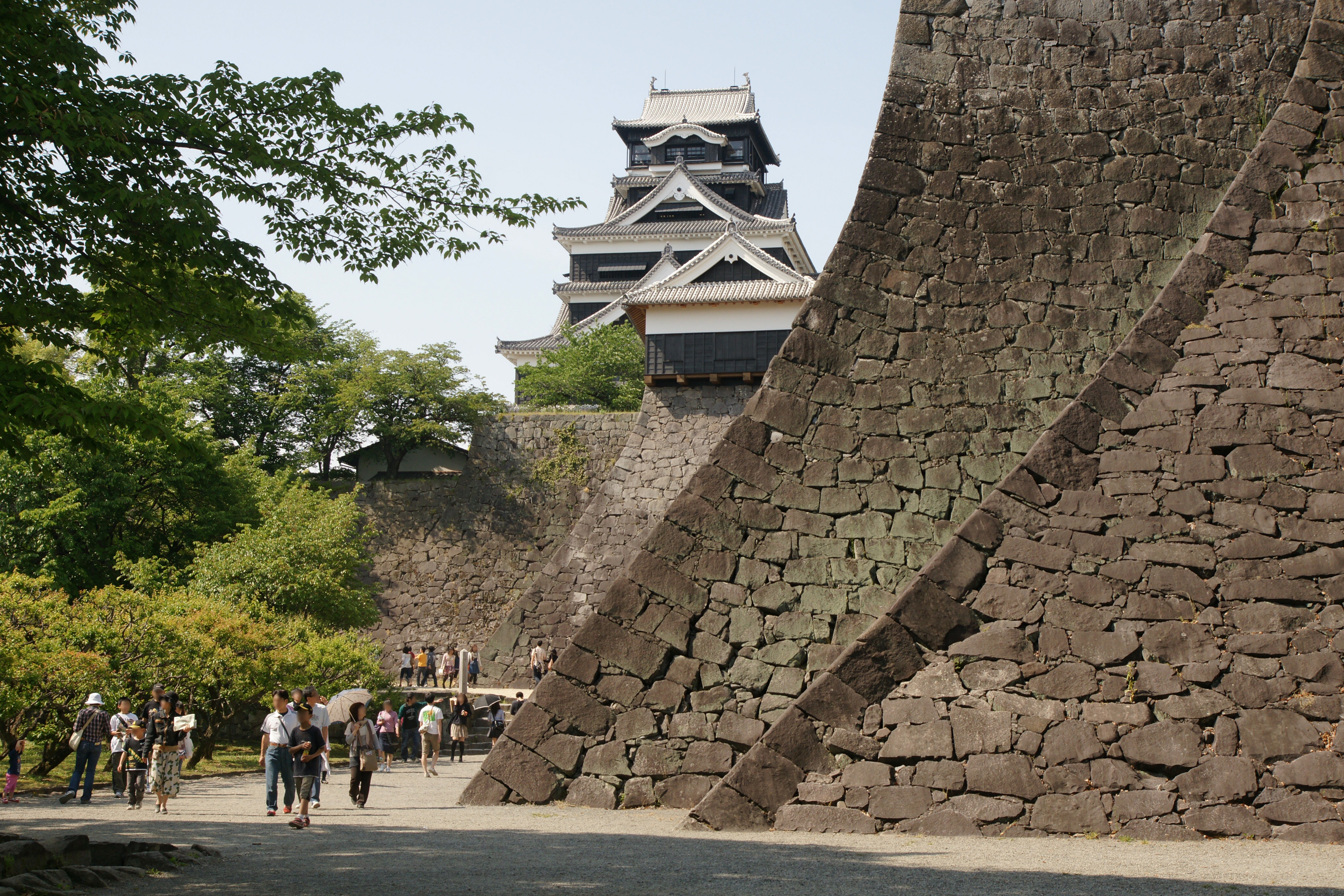
Lâu đài Kumamoto

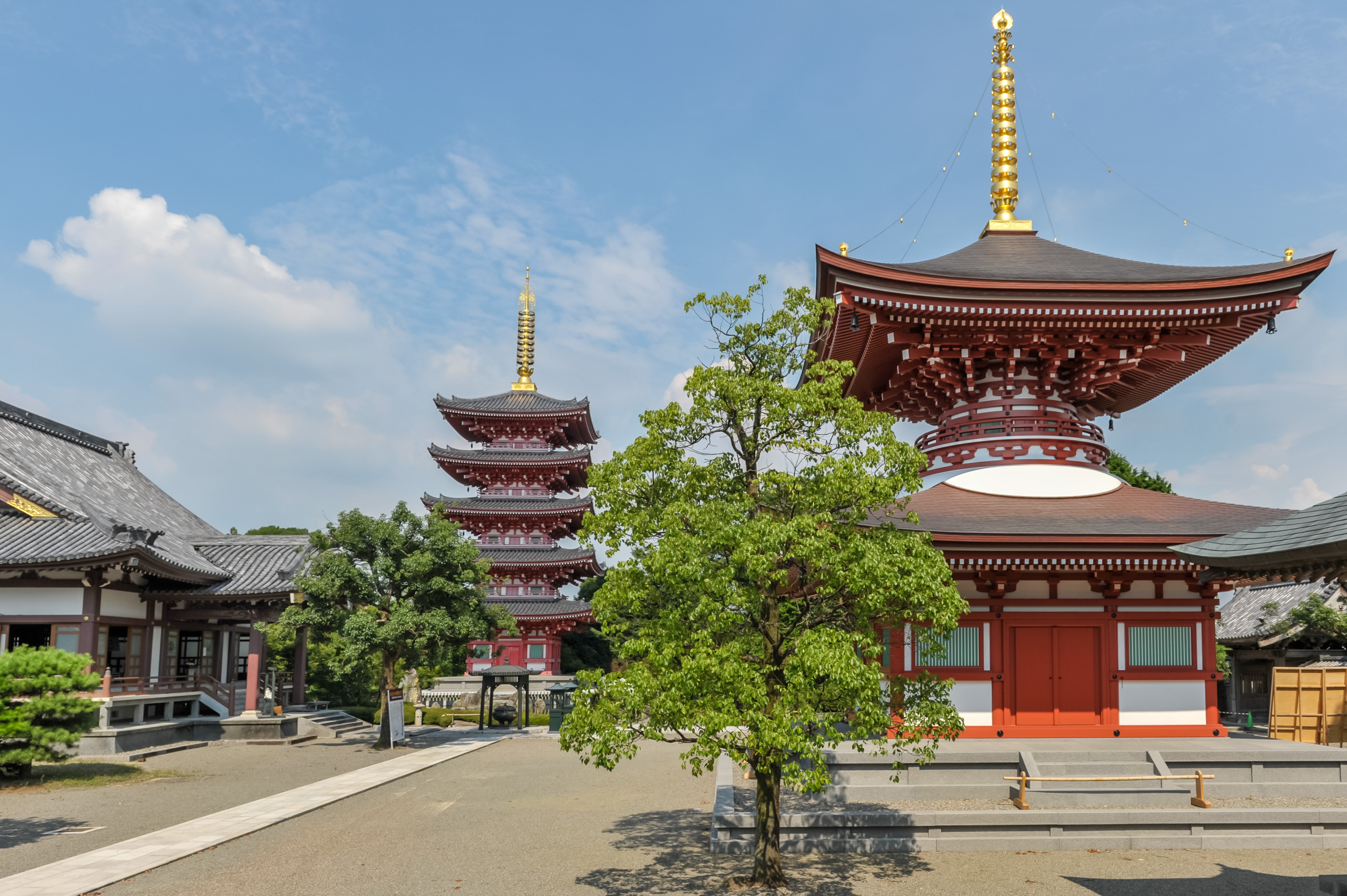
Renge-in Tanjō-ji

Tỉnh có một nhà máy xe Honda.

## Du lịch
- - Núi Aso là một trong những núi lửa đang hoạt động lớn nhất thế giới.
  - Lâu đài Kumamoto
  - Công viên Suizenji
  - Cầu Tsūjun, cầu dẫn nước bằng đá lớn nhất ở Nhật Bản nằm ở Yamato

Tỉnh có một linh vật tên là "Kumamon", một con gấu đen với má đỏ, được tạo ra để thu hút khách du lịch đến khu vực sau khi tuyến Kyushu Shinkansen mở cửa..

## Giáo dục

#### Quốc gia
- Đại học Kumamoto

#### Trường công
- Đại học tỉnh Kumamoto

#### Trường tư
- Đại học Kumamoto Gakuen
- Đại học Điều dưỡng và Phúc lợi xã hội Kyushu
- Cao đẳng Kyushu Lutheran
- Viện Khoa học sức khỏe Kumamoto
- Đại học Shokei Gakuin
- Đại học Sojo
- Đại học Âm nhạc Heisei

## Giao thông vận tải

### Đường sắt
- JR Kyushu
  - Kyushu Shinkansen
- Đường sắt Kumamoto
- Đường sắt Kumagawa
- Đường sắt Minami Aso
- Đường sắt Hisatsu Orange

### Xe điện
- Cục Giao thông Thành phố Kumamoto

### Đường

#### Đường cao tốc và đường thu phí
- Đường cao tốc Kyushu
- Đường cao tốc Nam Kyushu
- Đường Kumamoto Amakusa

### Giao thông

#### Các tuyến phà
- Kumamoto - Shimabara
- Nagasu - Unzen
- Ushibuka - Kuranomoto (Nagashima)
- Yatsushiro - Kamiamakusa
- Reihoku - Nagasaki

### Sân bay
- Sân bay Kumamoto
- Sân bay Amakusa

## Thể thao

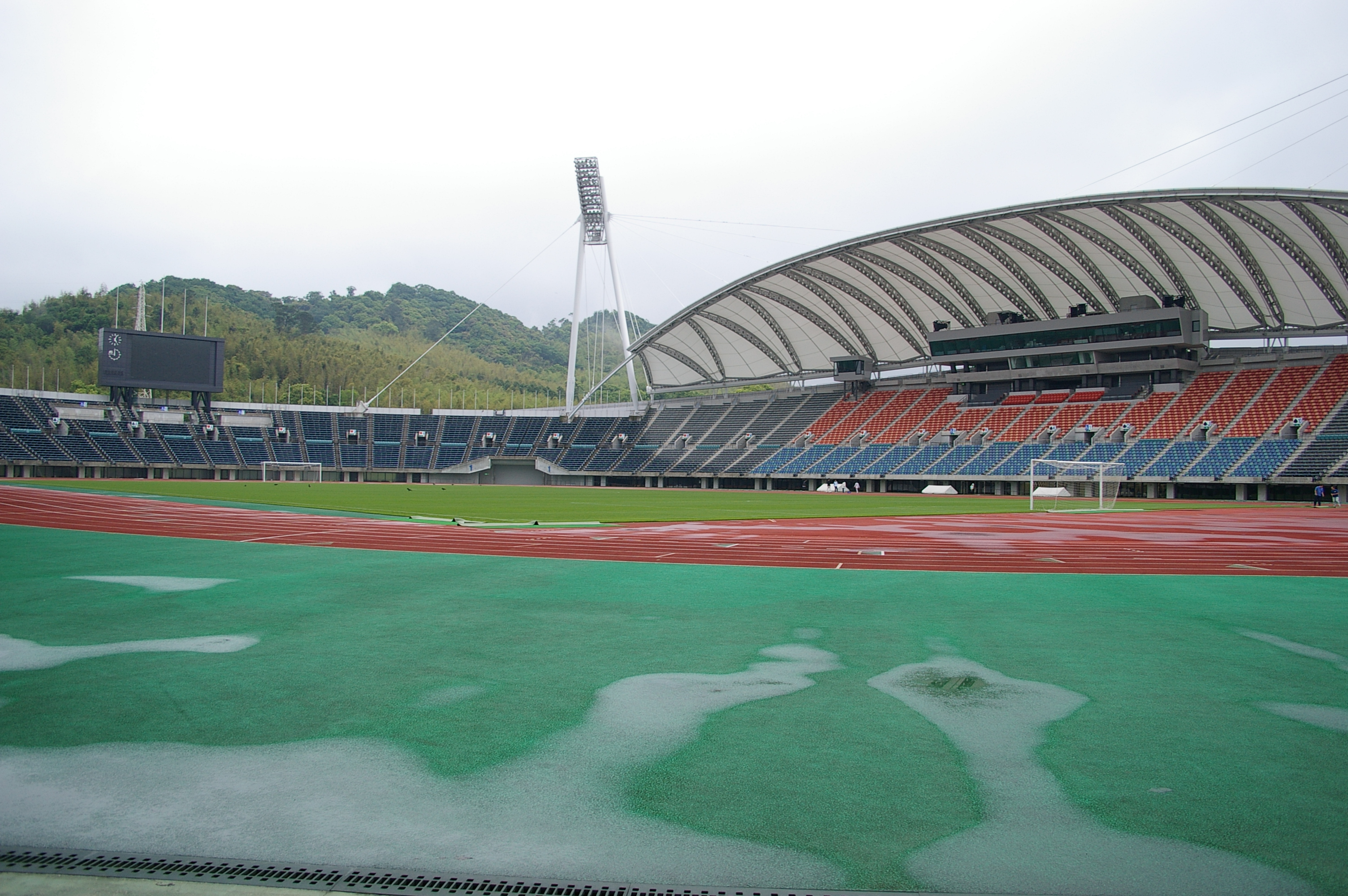
Sân vận động nhượng quyền Roasso Kumamoto ở KKWing of Kumamoto

Các đội thể thao này có trụ sở tại tỉnh:
- Cao thủ:
  - Roasso Kumamoto - Giải bóng đá hạng hai của Man và J League
  - Blaze Kumamoto - Hiệp hội bóng đá nam
  - Mashiki Renaissance Kumamoto - Hiệp hội bóng đá nữ
- Nghiệp dư:
  - Kumamoto Golden Larks - Đội bóng chày của tỉnh

Tỉnh Kumamoto sẽ tổ chức Giải vô địch bóng ném nữ thế giới 2019, trước đó đã tổ chức Giải vô địch bóng ném nam thế giới năm 1997.

## Các thành phố kết nghĩa
Tỉnh Kumamoto là tiểu bang/quận của Montana ở Hoa Kỳ.
Kumamoto có một thành phố kết nghĩa nằm ở Texas tên là San Antonio, nơi tổ chức lễ hội mùa thu hàng năm 'akimatsuri' cho công dân Nhật Bản. Linh vật 'Kumamon' đã đến thăm vào năm 2015 với tư cách là đại sứ danh dự trong lễ hội ở Vườn Trà Nhật Bản.

## Những nhân vật đáng chú ý
- Jun Kunimura, một diễn viên Nhật Bản nổi tiếng
- Tetsu Komai, một diễn viên Hollywood
- Kazuaki Kiriya, một nhà làm phim
- Kimeru, một nghệ sĩ nhạc pop
- Miku Kobato, người sáng lập và ca sĩ của Band-Maid[7]
- Moe Kamikokuryou, một thần tượng Nhật Bản
- Yuri Masuda, ca sĩ
- Shodai Naoya, đô vật Sumo
- Tomiko Van, ca sĩ, giọng ca của Do As Infinity
- Eiichiro Oda, tác giả truyện tranh, tác giả của One Piece[8]
- Tetsuya Noda, nghệ sĩ đương đại
- Katsuhiro Ueo, vận động viên đua xe
- Ichiki Tatsuo, nhà báo và người đào tẩu trong Cách mạng quốc gia Indonesia
- Madoka Hisagae, nữ fencer người Nhật
- Hitomi Tanaka, nữ diễn viên phim khiêu dâm [9]
- Kenta Matsumoto, giọng ca và tay bass của WANIMA
- Koushin Nishida, nghệ sĩ guitar của WANIMA
- Kouki Fujiwara, tay trống của WANIMA